# Астапово (село, городской округ Луховицы)
Астапово — село в городском округе Луховицы Московской области.

## География
Находится в юго-восточной части Московской области на расстоянии приблизительно 7 км на юг-юго-запад по прямой от окружного центра города Луховицы.

## История
Упоминается с конца XVI века. В период 2006—2017 годов входило в состав Газопроводского сельского поселения.

## Население
| 2002 | 2006 | 2010 |
| ---- | ---- | ---- |
| 26   | ↘24  | ↘19  |

Постоянное население составляло 26 в 2002 году (русские 100 %), 19 в 2010.